# پتار مانداجیف
پتار مانداجیف (بلغاری: Петър Мандаджиев؛ ۶ نوامبر ۱۹۲۹ – ۱ ژانویهٔ ۲۰۰۸) از برندگان مدال‌های المپیک تابستانی اهل بلغارستان بود.